# Brzeźnica (dopływ Nidy)
Brzeźnica – struga, prawy dopływ Nidy o długości 16,05 km.
Struga początkowo płynie w kierunku wschodnim, a po opuszczeniu granic Jędrzejowa nieznacznie skręca na północ. Mija wioski Piaski, Borki, Wolicę, Raków, Czarnocice, Niebyłą, Brzeźnicę, Podgózd, po czym uchodzi do Nidy. Ma nizinny bieg. Koryto jej znakują dorodne wierzby i olszyny.
Dawniej źródła znajdowały się w Jędrzejowie nazywane były źródełkiem św. Barbary usytuowane w pobliżu stadionu piłkarskiego i działek pracowniczych. Od kilkunastu lat źródło to nie jest aktywne. W roku 1997 w wyniku obfitych opadów uaktywniło się dość wydajne źródło w miejscowości Sudół powodując podtopienia zabudowań i pól. W latach 60 i 70 zdarzały się dość obfite podtopienia rzeczki Brzeźnicy na terenie miasta Jędrzejowa. Obecnie koryto rzeki na terenie miasta zapełnia się jedynie w wyniku wiosennych roztopów i obfitych opadów deszczu.